# Fobia
Il termine fobia (dal greco φόβος, phóbos, "panico, paura") indica un'irrazionale e persistente paura e repulsione di certe situazioni, oggetti, attività, animali o persone, che può, nei casi più gravi limitare l'autonomia del soggetto come nel caso dell'evitamento, ma che non rappresenta un reale pericolo per la persona.

## Descrizione della fobia
La fobia è una manifestazione psicopatologica riguardante stati dell'Io non pienamente inserito con l'ambiente che lo circonda: pur essendo spesso legata, apparentemente, a un oggetto o una situazione concreta, il contenuto psicologico che è alla base della fobia non coincide con quell'oggetto, che svolge semplicemente il ruolo di motivazione occasionale della crisi fobica.
Il sintomo principale di questo disturbo è l'irrefrenabile desiderio di evitare l'oggetto o il luogo che incute timore; il fobico tende a fuggire da quelle rappresentazioni che creano in lui un senso di angoscia; questo significa che sposta inconsciamente su oggetti esterni e su situazioni "fobizzate", ossia caricati simbolicamente di valenze negative, le sue preoccupanti relazioni con elementi interni che, in questo modo, vengono rifiutati.
L'individuo fobico non può sottrarsi volontariamente alla sua paura, sebbene il suo insight sia sufficientemente buono da rendersi conto dell'irrazionalità e della sproporzionalità di questo vissuto, che permane per un determinato periodo di tempo e determina un disadattamento del soggetto al suo ambiente.
Il suffisso -fobia viene talvolta anche usato per definire alcune paure o avversioni generiche che rientrano piuttosto nella categoria dei pregiudizi, e che non vanno confuse con le fobie clinicamente definite, come nei casi della xenofobia o dell'omofobia.

## Le origini della fobia
Le interpretazioni della fobia sono varie, a seconda delle modalità di indagine e di approccio impiegate.
Per la psicoanalisi la fobia è imputabile alla rimozione di contenuti inconsci che manifestano il loro effetto portando l'individuo ad evitare una certa situazione. L'evento traumatico (appartenente al periodo dell'infanzia o della vita adulta) subisce un fenomeno di spostamento su una situazione o su un oggetto specifico.
A livello di pulsioni inconsce, la fobia è causata dalla rimozione di un'idea, di un desiderio o di un impulso inaccettabile. L'interpretazione psicoanalitica freudiana restringe il ventaglio di ipotesi, in quanto definisce la sindrome fobica come una conseguenza del mancato superamento del complesso di Edipo (isteria di angoscia) e dell'angoscia di castrazione. Vi è quindi una negazione del problema interno ed un trasferimento della angoscia dalla situazione psicologica interna verso il mondo esterno che viene caricato simbolicamente di valenze negative e fobiche.
Nel comportamentismo, invece, l'origine della fobia va ricercata nell'associazione con una esperienza spiacevole precedentemente provata, rievocata dall'oggetto della fobia. Anche le relazioni interpersonali del momento possono instaurare un particolare collegamento, rappresentato dalla fobia stessa, tra il malato e l'ambiente.
Attualmente, la psicoterapia cognitivo-comportamentale sostiene che il disturbo derivi da un cattivo apprendimento che può avvenire per condizionamento classico (Preparedness Theory di Seligman) o per apprendimento sociale (Bandura). Il disturbo si viene poi a mantenere per condizionamento operante tramite l'evitamento, dove il rinforzo negativo è rappresentato dalla sensazione di diminuzione dell'ansia per effetto dell'allontanamento dalla situazione fobica.